# شریف‌آباد (صحنه)
شریف‌آباد نام روستایی در دهستان هجر بخش مرکزی شهرستان صحنه استان کرمانشاه است. طبق سرشماری سال ۱۳۸۵ جمعیت این روستا ۲۴۵ در ۵۲ خانوار است.